# Bocchetta di Altare

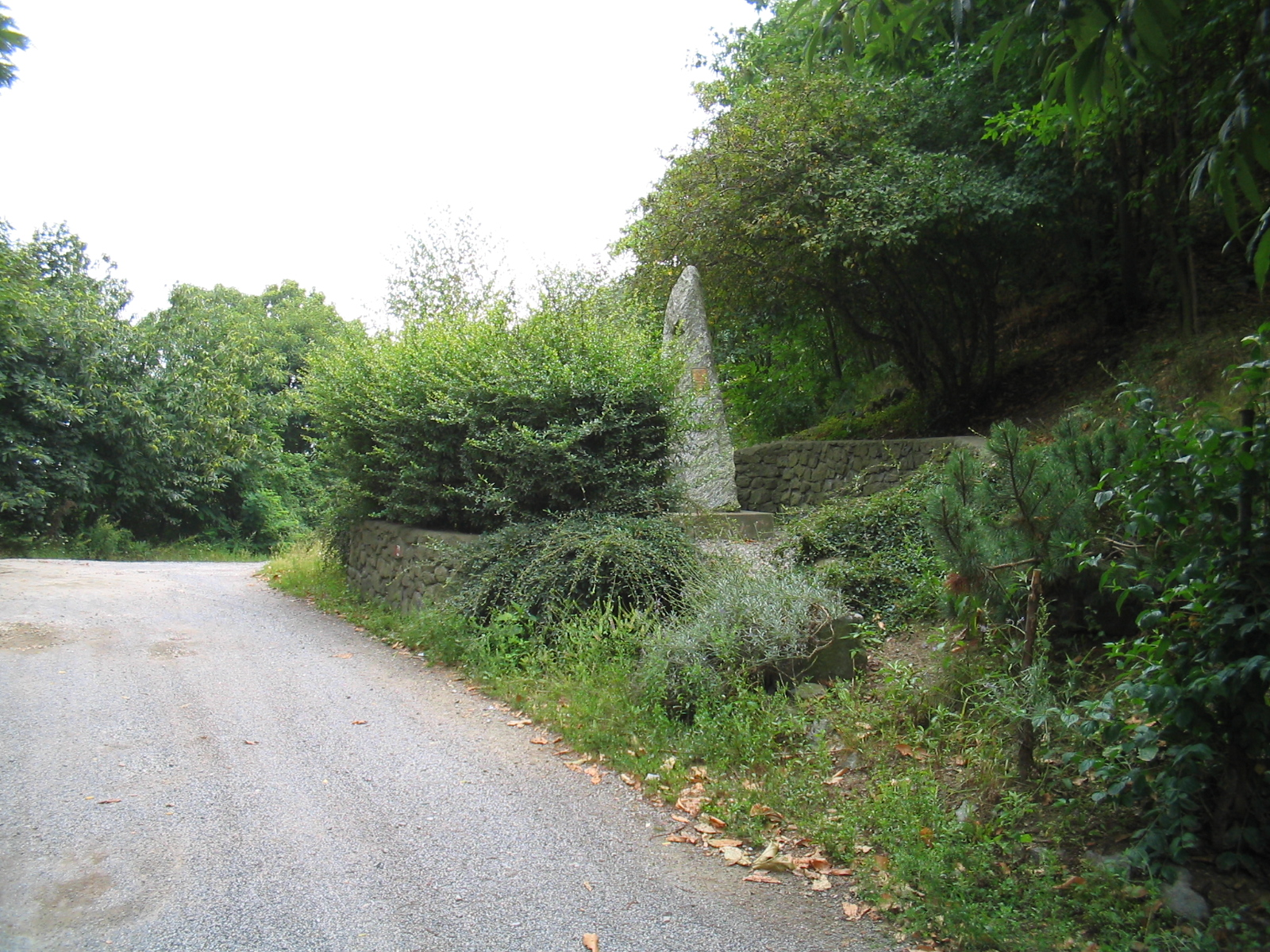
Carretera del Coll de Cadibona

La Bocchetta di Altare (459 msnm), coneguda també com a Bocchetta di Cadibona o Colle de Cadibona), és una rellevant collada situada al municipi d'Altare a la província de Savona.
S'accepta clàssicament i convencional com el límit que separa els Alps dels Apenins, específicament els Alps Ligurs dels Apenins Ligurs.
Va ser objecte de polèmica entre els geògrafs del segle XIX: per exemple, l'advocat Pietro Canepa, amb el seu opuscle, volia demostrar que el límit raonable per als Alps és la Punta Marguareis i pels Apenins el Mont Saccarello. Malgrat això, i amb un punt de vista geològic, la Guida Rossa del Touring Club Italiano indica el Passo dei Giovi, situat immediatament a l'oest de la falla anomenada Línia di Sestri-Voltaggio, que representa el punt de transició geo-morfològic entre els dos sistemes muntanyosos. El SOIUSA accepta la primera hipòtesi.
Al coll s'hi arriba recorrent la carretera estatal 29 del Colle di Cadibona. A prop del port transiten també la Autostrada A6 Torí-Savona i la via fèrria Savona-San Giuseppe di Cairo. El port és el punt final de l'Alta Via dei Monti Liguri.
El punt més baix de la divisòria d'aigües ligur-padana és en realitat el Colle de Santa Libera (441 msnm), situat a 1,7 km de distància en direcció nord. Tot i així el port de Cadibona és des de sempre el preferit com el punt de pas perquè s'arriba més fàcilment des de Vado Ligure.

## Història
El port era considerat ja en temps dels romans com a límit entre el sistema alpí i el sistema dels Apenins, perquè en aquest tram de la divisòria d'aigües «el rebaix de la cadena muntanyosa, que a la zona té caràcter uniforme[...], és més extens que en altres […] i l'alçada del port segueix sent la mínima de la divisòria d'aigües dels Apenins fins a la Sella di Marcellina a Calàbria».
Va ser usat pels 8.000 soldats de Magó Barca en el curs de la Segona Guerra Púnica durant la retirada de l'exèrcit cartaginès de la plana padana del 203 aC. La primera carretera veritable del port va ser oberta pel cònsol romà Marc Emili Escaure l'any 109 aC, amb la finalitat d'unir el port de Vada Sabata, l'actual Vado Ligure, amb la ciutat de Derthona, avui Tortona. La carretera formava part de la Via Emília Scàuria.
Ja en l'època de la campanya d'Itàlia de Napoleó Bonaparte (1795-1796) es van bastir algunes fortificacions al pas. Els francesos van allargar la carretera que sobrepassa la collada i van construir sota la bocchetta una galeria de prop de 300 metres. L'entrada nord se situa a una cota de 435 msnm. D'aquí neix l'equívoc sobre l'altitud real del port: la galeria del coll es troba a una cota de 435, i el coll per sobre a 459.
En la segona meitat dels anys vuitanta del segle xix es va implementar sobre el port un sistema de bloqueig amb la construcció d'una sèrie de fortins (complex defensiu de la Tagliata i del fort d'Altare), avui abandonats: Forte Tecci i Forte Cascinotto, ambdós sobre la vessant alpina del pas. Sobre el Forte Tecci es va obrir l'any 1889 l'Observatori meteorològic-sísmic de la Fortezza di Altare.
El port ha perdut gran part de la seva importància logística després de l'obertura de l'autopista A6 Savona-Torí l'any 1960 i de la nova galeria sobre la SS 29 que flanqueja pel nord el port, i que uneix directament Cadibona amb la cabina de peatge de l'autopista d'Altare.